# Moldavská sovětská socialistická republika
Moldavská sovětská socialistická republika (zkratka: Moldavská SSR, MSSR; moldavsky: Република Советикэ Сочиалистэ Молдовеняскэ/Republica Sovietică Socialistă Moldovenească, rusky: Молдавская Советская Социалистическая Республика) byla svazová republika Sovětského svazu. Moldavská SSR vznikla spojením většiny území Besarábie (kterou obsadila Rudá armáda na základě paktu Molotov–Ribbentrop, dne 2. srpna 1940) s z větší části území dosavadní Moldavské autonomní sovětské socialistické republiky. Zanikla 27. srpna 1991 vyhlášením samostatné Moldavské republiky.

## Historie

### Vznik

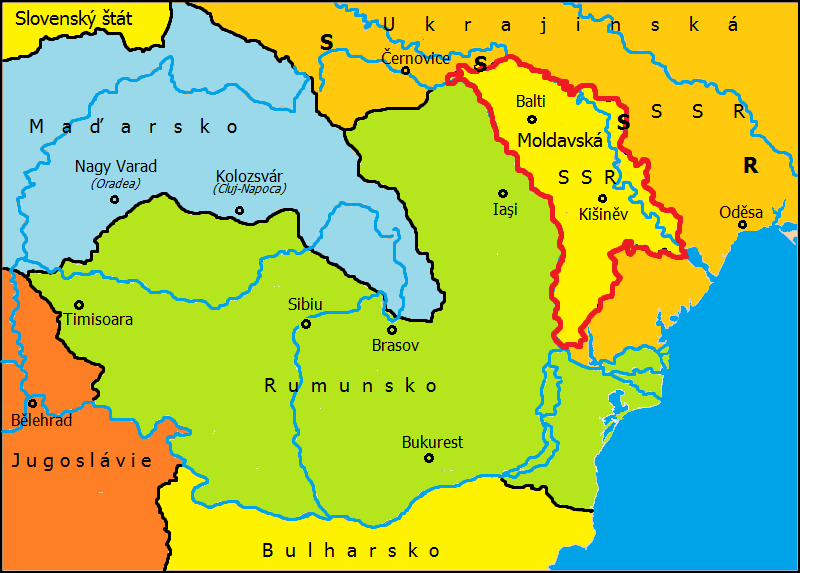
Moldavská SSR na politické mapě Evropy roku 1940

Území Besarábie, patřící v období před první světovou válkou k Ruskému impériu, anektovalo během občanské války v Rusku roku 1918 Rumunsko. SSSR anexi nikdy neuznal a na situaci reagoval roku 1924 vytvořením Moldavské autonomní sovětské socialistické republiky na území dnešního Podněstří a části Oděské oblasti Ukrajiny. Po podepsání Paktu Molotov–Ribbentrop, na jehož základě si SSSR a nacistické Německo rozdělili sféry vlivu ve východní Evropě, obsadil Sovětský svaz území Besarábie. Severní a jižní část byla připojena k Ukrajinské SSR, střední část byla sloučena s Moldavskou ASSR, čímž vznikla 2. srpna 1940 Moldavská SSR jako svazová republika Sovětského svazu. Již v následujícím roce území bylo obsazeno německými a rumunskými vojsky a následně opět připojeno k Rumunsku. Rudá armáda Besarábii dobyla zpět roku 1944.

### Poválečné období

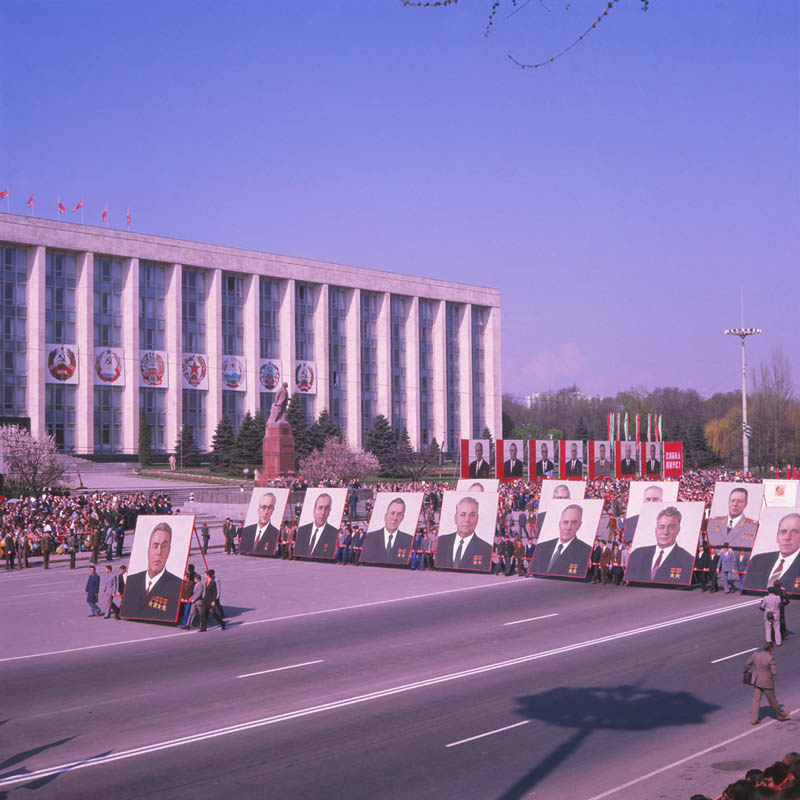
Svátek práce 1971

Po druhé světové válce bylo geopolitické uspořádání Besarábie navráceno do stavu po 2. srpnu 1940. Hospodářství, komunikace i bytový fond byl značně postižen válkou, na obnovu Moldavské SSR vyčlenil Sovětský svaz ze svého státního rozpočtu téměř 500 milionů rublů. V letech 1946–1947 vypukl hladomor, který si vyžádal v zemi téměř 15 tisíc obětí. Roku 1949 provedla sovětská vláda rozsáhlou čistku, která měla oprostit Moldavskou SSR od kulaků, vykořisťovatelů, sektářů a kolaborantů. Bylo deportováno 11 280 osob s rodinnými příslušníky, tedy 40 850 lidí. Po deportaci byla dokončena kolektivizace vesnice.
I po druhé světové světové válce si země zachovala zemědělský charakter, byla nazývána "zahradou Sovětského svazu". Průmysl byl soustředěn především do oblasti Podněstří.

### Zánik
Pod vlivem celkového uvolnění v SSSR během perestrojky došlo ke vzniku nacionalistické Lidové fronty, která postupně získala silný vliv. Organizace propagovala odtržení Moldavské SSR od Sovětského svazu a připojení k Rumunsku. 31. srpna 1989 přijal Nejvyšší sovět Moldavské SSR Zákon o státním jazyce, který určil jako jediný úřední jazyk moldavštinu psanou latinkou. Tento krok pobouřil nemoldavské obyvatelstvo. Ruská menšina z Podněstří vedená poslancem Nejvyššího sovětu Moldavské SSR I. N. Smirnovem požadovala vytvoření Podněsterské autonomní SSR v rámci Moldavské SSR, gagauzové jednostranně vyhlásili na jihu země Gagauzskou SSR nezávislou na Moldavské SSR. Moldavské vedení tyto snahy označilo za protiústavní. 23. června 1990 vyhlásil Nejvyšší sovět suverenitu Moldavské SSR, na což reagovala ruská menšina 2. září toho roku vyhlášením Podněsterské Moldavské SSR jako svazové republiky Sovětského svazu nezávislé na Moldavské SSR. V březnu 1991 proběhlo v celém Sovětském svazu referendum o zachování SSSR, které moldavské vedení bojkotovalo (proběhlo pouze v Podněstří a Gagauzii, kde se pro zachování svazu vyslovilo 98,3% voličů). 27. srpna 1991 Moldavská SSR zanikla. Nejvyšší sovět vyhlásil nezávislou Moldavskou republiku.

### Postsovětská doba
Po vzniku nezávislého Moldavska proběhla v letech 1992–1993 občanská válka v Podněstří, které svoji nezávislost obhájilo a problém není ani dvacet let poté vyřešen. Gagauzie po čtyřletém vyjednávání byla začleněna do Moldavské republiky jako autonomní oblast. Během ekonomické transformace došlo k značnému propadu životní úrovně obyvatelstva. Roku 1994 proběhlo referendum, které definitivně zamítlo možné připojení země k Rumunsku.

## Obyvatelstvo

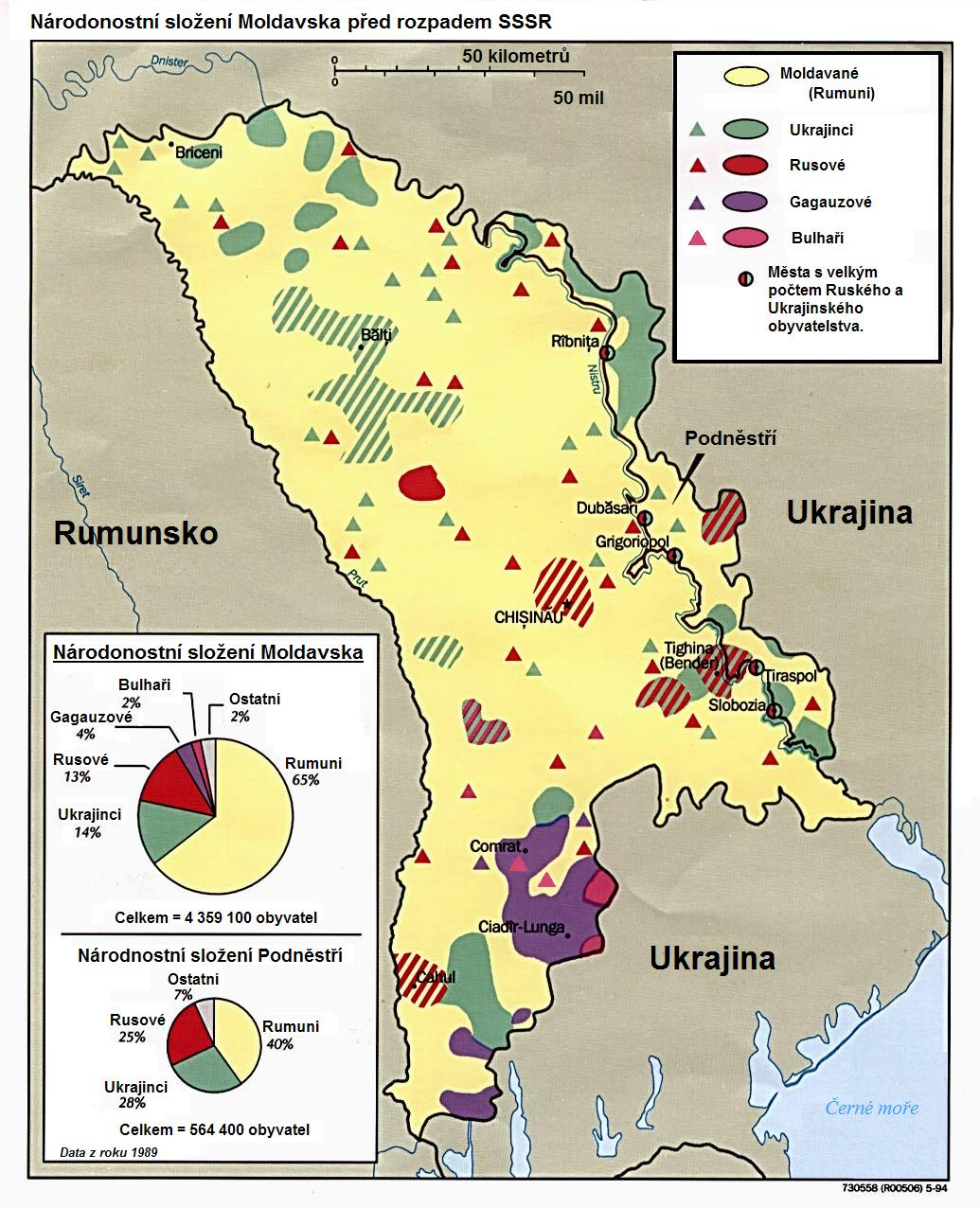
Národnostní složení Moldavské SSR v roce 1989

Obyvatelstvo Moldavské SSR během 20. století (uvedeno v tisících):
| Národnost  | 1959 | 1970 | 1979 | 1989 |
| ---------- | ---- | ---- | ---- | ---- |
| Moldavané  | 1887 | 2304 | 2526 | 2795 |
| Ukrajinci  | 421  | 507  | 561  | 600  |
| Rusové     | 293  | 414  | 506  | 562  |
| Gagauzové  | 96   | 125  | 138  | 153  |
| Židé       | 95   | 98   | 80   | 66   |
| Bulhaři    | 62   | 74   | 81   | 88   |
| Cikáni     | 7    | 9    | 11   | 12   |
| Bělorusové | 6    | 10   | 14   | 20   |